# Frazer Nash FN48
Frazer Nash FN48 je dirkalnik konstruktorja Frazer Nash, ki je bil uporabljen na dirkah Formule 1 in Formule 2 med sezonama 1952 in 1953. Skupno so dirkači z njim nastopili na enajstih dirkah v obeh kategorijah, večinoma ga je uporabljalo moštvo Scuderia Franera, sedemkrat so dirko končali in dosegli dve uvrstitvi nastopničke. 
Dirkalnik je debitiral na neprvenstneni dirki Lavant Cup v sezoni 1952, ko Ken Wharton zaradi okvare dirkalnika ni štartal. Wharton je nastopil tudi na prvenstveni dirki za Veliko nagrado Švice, kjer je osvojil četrto mesto, na dirki Eifelrennen teden dni kasneje pa je bil še tretji. Na prvenstveni dirki za Veliko nagrado Belgije je odstopil, na dirki Joe Fry Memorial Trophy pa je dosegel drugo mesto. V sezoni 1953 je z dirkalnikom FN48 na dveh dirkah nastopil Ben Wyatt, na eni pa Roy Salvadori, tod brez večjega uspeha. 

## Rezultati Svetovnega prvenstva Formule 1
(legenda)
| Leto | Moštvo           | Motor              | Gume | Dirkač      | 1   | 2   | 3   | 4   | 5  | 6   | 7   | 8   |
| ---- | ---------------- | ------------------ | ---- | ----------- | --- | --- | --- | --- | -- | --- | --- | --- |
| 1952 | Scuderia Franera | Bristol Straight-6 | D    |             | ŠVI | 500 | BEL | FRA | VB | NEM | NIZ | ITA |
| 1952 | Scuderia Franera | Bristol Straight-6 | D    | Ken Wharton | 4   |     | Ret |     |    |     |     |     |